# Inmigración griega en México
La colectividad helénica ha tenido gran importancia en México. Los primeros inmigrantes llegaron durante el siglo XVI, provenientes de Creta, por lo que se apellidaron "Candia" en honor a la capital de la isla, actual Heraclión. Otros griegos llegaron de Chipre durante la Primera Guerra Mundial a principios de siglo. 230 familias griegas residen en Naucalpan a los costados de la Iglesia Ortodoxa de Santa Sofía, otros se desplazaron hacia el Valle de Tamazula y Culiacán para iniciar la industria de la aceituna. De acuerdo con el censo 2020 del INEGI, hay 235 ciudadanos griegos residiendo en México.

## Historia
Según los registros de la Secretaría Nacional de Inmigración Mexicana entre los años de 1897 a 1942 existieron tres etapas migratorias, los primeros Griegos registrados en arribar a México fueron 43 hombres y 3 mujeres entre los años de 1897 - 1919, otros 232 helenos arribaron entre los años de 1920 - 1930 y finalmente en el periodo denominado "de cuenta gotas" 1931 - 1942 solamente 19 personas.
Los primeros griegos que llegaron a México fueron los que huyeron de la Segunda Guerra Mundial, muchos refugiados de guerra fueron aceptados a residir en México y llegaron al puerto de Veracruz.
En la Ciudad de México los primeros griegos formaron comunidades en el Barrio de la Merced y se asentaron principalmente en la Calle Academia y alrededores formando un "Barrio Griego" con varios negocios griegos. Generaciones después se fueron dispersando por la Ciudad de México a barrios como la Nápoles y suburbios como Naucalpan donde hoy esta la iglesia Ortodoxa Griega más grande de México. 
La mayor afluencia de los inmigrantes griegos en México fue a principios del siglo XX, en su mayoría residen en la Ciudad de México, el estado de Sinaloa (Noroeste Mexicano) y las ciudades fronterizas en el estado de Nayarit: Acaponeta y Tecuala, en estas ciudades se destaca la presencia de la familia Ledón [Λεδών].
Mientras que muchos habían abandonado Grecia debido a la guerra y la inestabilidad política en Grecia, el gobierno mexicano también ofreció incentivos a los griegos para trabajar en México, específicamente en Sinaloa. Durante la década de 1940, el gobierno mexicano invitó a un gran número de griegos a Sinaloa para mejorar la cosecha de tomates, donde hasta la fecha tienen una influencia notable en la economía local. La segunda comunidad llegó durante la Segunda Guerra Mundial, eran unos cuantos judíos sefardíes de Tesalonika que arribaron a México desesperadamente con otros inmigrantes.
Pronto la comunidad griega llegó a ser tan grande que el área alrededor de los ríos Tamazula, Humaya y Culiacán se ele denomina como "El Valle de los Griegos". En la actualidad, Sinaloa tiene gran presencia griega y apellidos griegos son muy comunes en el estado. Las familias mexicanas griegas también se pueden encontrar en menor número en otras ciudades alrededor del país, como la Ciudad de México, Guadalajara y Torreón.

## Colectividades griegas en México
Hoy en día, cinco colectividades conforman el mundo helénico en México. Las más numerosas se encuentran en Ciudad de México y Culiacán. Otras colectividades griegas se encuentran en Naucalpan de Juárez, Guadalajara y Ensenada.

## Flujos Migratorios
| 1990 | 310 |
| 2000 | 298 |
| 2010 | 145 |
| 2020 | 235 |

Fuente: Estadísticas históricas de México 2009

## Griegos notables

### Griegos radicados en México
- Denia Agalianou, actriz nacida en Zacinto.
- Plotino Rhodakanaty, socialista y anarquista nacido en Atenas

### Mexicanos de ascendencia griega
- Ángel Papadópulos, futbolista y entrenador.
- Ariel Moutsatsos, comunicador, periodista e internacionalista.
- Enrique Metinides, fotógrafo.
- Héctor Cristópulos, político.
- Hector Kotsifakis, actor.
- Homero Aridjis, poeta, novelista, activista y diplomático.
- Ioannis Fergadis, actor.
- Lampros Kontogiannis, futbolista.[8]
- Luis Demetrio Traconis, compositor e intérprete.
- Mauricio Toulumsis, pintor.
- Patricia Aridjis, artista visual.
- Danáe Kótsiras, fotógrafa.
- Sofía Stamatiades, actriz.[9]
- German Kotsiras Ralis, político

Constantino Seamanduras Costas.  comerciante, agricultor, 
Lucas Seamanduras Miller.  Médico, Militar, Político, líder social, cuadro del PAN en la ciudad de Tijuana